# Oedaleonotus phryneicus
Oedaleonotus phryneicus är en insektsart som beskrevs av Morgan Hebard 1919. Oedaleonotus phryneicus ingår i släktet Oedaleonotus och familjen gräshoppor. Inga underarter finns listade i Catalogue of Life.